# Ein Begräbnis in Ornans
Ein Begräbnis in Ornans, franz. Un enterrement à Ornans, ist ein Ölgemälde des französischen Malers Gustave Courbet. Es war sein erstes Großformat und wurde von ihm ursprünglich Tableau de figures humaines, historique d’un enterrement à Ornans (deutsch: Gemälde von historischen menschlichen Figuren bei einem Begräbnis in Ornans) betitelt. Seine Ausstellung auf dem Pariser Salon 1850 führte zu einem Skandal, weil das Bild die ästhetischen Regeln der Akademischen Kunst stark verletzte. Es gilt als ein Hauptwerk des Realismus.

## Bildbeschreibung
Auf einem langen Querformat ist ein Trauerzug versammelt. Es sind etwa vierzig Menschen in Lebensgröße dargestellt. Sie stellen eine Art Bevölkerungsquerschnitt durch die kleine Stadt Ornans dar, Courbets Geburtsstadt. Hinterfangen wird die Szene durch die Landschaft des Juragebirges. Vier Männer mit breiten Hüten tragen den Sarg. Daneben steht im weißen Chorhemd der Küster mit dem Vortragekreuz in den Händen, begleitet von zwei Ministranten. Der Pfarrer im schwarzen Chormantel spricht die Totengebete. Rechts von ihm stehen zwei Kirchendiener in roten Roben. Zu ihren Füßen kniet der Totengräber vor dem offenen Grab. Nahe beim Grab stehen zwei Männer in Kniebundhosen, wie sie zur Zeit der Französischen Revolution üblich waren. Vor ihnen liegt ganz lapidar ein Totenschädel auf der Erde. Ganz rechts erscheinen, wie in der Kirche getrennt von den Männern, die trauernden Frauen. Vor ihnen am unteren Bildrand steht ein Windhund. Die Szene hat etwas Beiläufiges, als würden die Besucher der dörflichen Trauerfeier gleich wieder zu ihrer Arbeit gehen müssen.

## Analyse

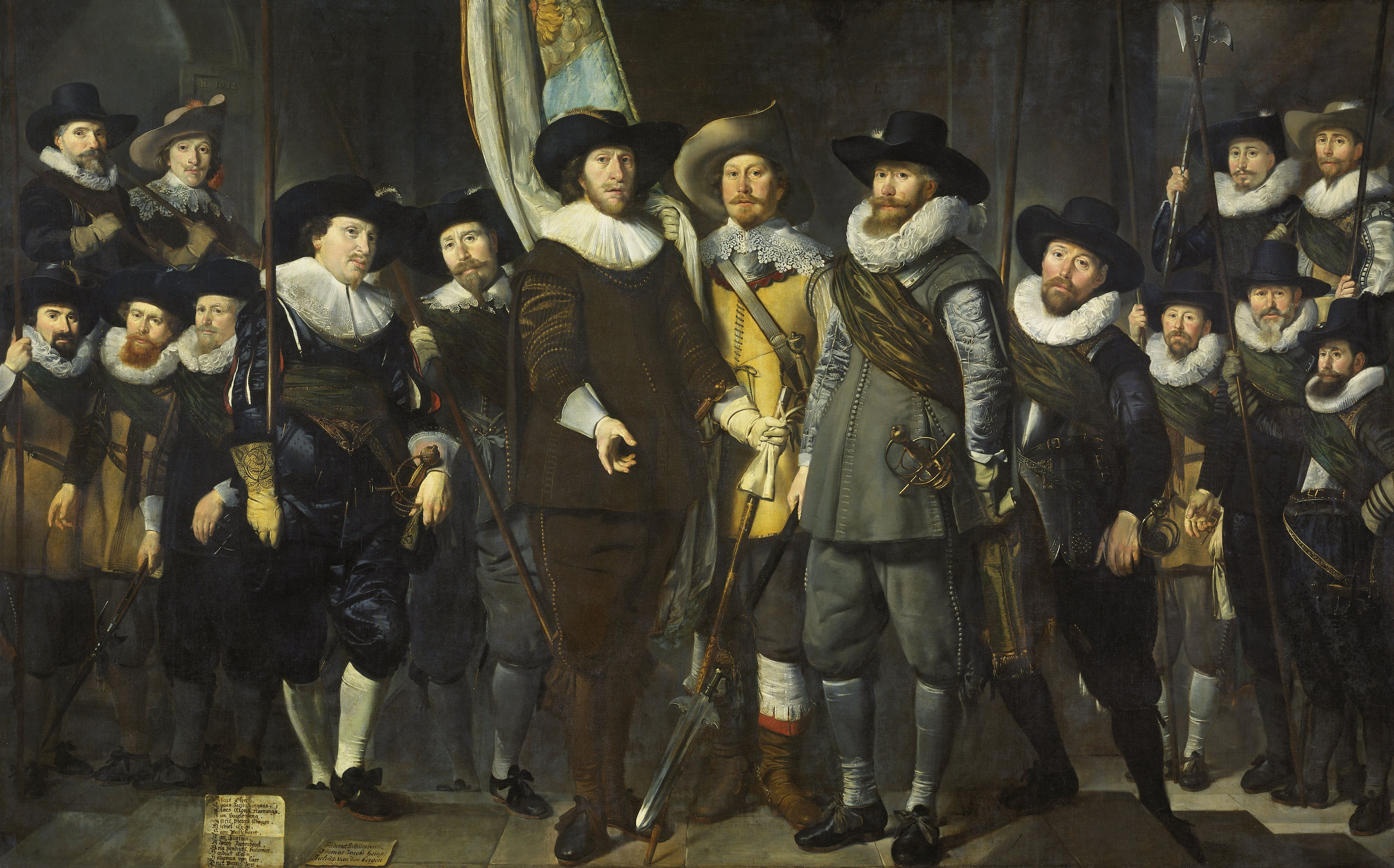
Thomas de Keyser: Die Kompagnie von Captain Allaert Cloeck und Lieutnant Lucas Jacobsz. Rotgans, 1632, Öl auf Leinwand, Amsterdam, Rijksmuseum.

Das Gemälde ist triptykal angeordnet. Traditionell waren große Formate wie dieses den Historiengemälden vorbehalten, die als höchste akademische Gattung galten. Der Kunsthistoriker Klaus Herding weist darauf hin, dass der Titel Ein Begräbnis in Ornans verdeutliche, dass es sich hier nicht um ein Historienbild handelt bzw. handeln soll. Als Gemeinschaft sind die gezeigten Personen als real existierende Dorfbewohner von Ornans dargestellt und wiederzuerkennen. Bei dem namenlosen und historisch unbedeutenden Toten handelte es sich um einen entfernten Verwandten des Künstlers, unter den anonymen Trauernden stellte Courbet seine Mutter und seine Schwestern dar, ohne jede Beschönigung: „...seine Pariser Kritiker vermuteten, er wolle sich über den Priester mit seinem leicht geistlosen Ausdruck lustig machen, ebenso über die Sargträger mit ihren roten Nasen oder die Frauen mit ihren hageren Gesichtern.“ Trotz der zum Teil namentlich bekannten Personen und der Ähnlichkeit zu den Gruppenporträts niederländischer Schützengilden des 17. Jahrhunderts, wie beispielsweise Rembrandt van Rijns Nachtwache, ist dieses Gemälde nicht als Gruppenporträt zu lesen: zwar sind die Gesichter vom Künstler individuell charakterisiert, doch erscheinen sie durch die dunkle Farbigkeit wie beliebige Menschen in einer beliebigen Menge. Indem Courbet keinen der Dargestellten aus dem Trauerzug heraushebt und auch kein wirkliches Bildzentrum definiert, verweigert er dem Bild die Eigenschaften eines Historiengemäldes. Die vorherrschende Farbe Schwarz verdeutlicht die Trauerstimmung, verweist aber auch auf das Ehrenkleid des dritten Standes in der französischen Nationalversammlung seit 1789.
Im Gegensatz zu seinem Gemälde Das Atelier des Künstlers handelt es sich auch nicht um eine Allegorie: Der dargestellte Totenschädel und das Grab lassen zwar an eine Allegorie des Todes denken, doch bleiben sie im Verhältnis zur Bildgröße unbedeutend. Indem Courbet die Erwartungen des akademisch geschulten Betrachters enttäuschte, bezog er künstlerisch Stellung gegen den akademischen Gattungskanon. Die Betonung des Gewöhnlichen und des Alltäglichen stellt alles Gezeigte auf eine Bedeutungsebene und macht somit den Realismus dieses Gemäldes aus.

## Rezeption
Courbets Werk wurde von seinen Zeitgenossen als Angriff auf die staatliche Kunstakademie und er selbst als ein Bilderstürmer verstanden. Courbet schrieb, er sei nach der Ausstellung von Ein Begräbnis in Ornans als Realist beschimpft worden. Vielen galt die Darstellung der Trauergemeinschaft darüber hinaus als karikaturenhaft. Auch das Verschwimmen der Menschen zu einer dunklen Masse wurde ihm vorgeworfen. Nach akademischen Kunstregeln fehlte es dem Gemälde an Würde, Angemessenheit und Beherrschung der Linie, Farbe, der Komposition sowie der Tiefenabstufung.
Die Darstellung der Realität und Wahrheit in diesem Gemälde meint vor allem die unakademische, unidealisierte Form der Darstellung. Polemisch wurde es von Zeitgenossen Courbets mit einer Daguerreotypie verglichen. Die Möglichkeit, mittels der Fotografie ein vergleichsweise naturalistisches Bild der Welt zu erhalten, wurde erneut zum Anlass genommen, den Realismus als kopierende Kunst abzuwerten.

## Bedeutung
Ein Begräbnis in Ornans gilt als Programmbild des Realismus und markiert einen historischen Schnittpunkt in der Malereigeschichte. Klaus Herding führt aus, dass sich erst hier die in der französischen Revolution begonnene Säkularisierung der Kunst habe durchsetzen können.
Mit seinem Gemälde wollte Courbet kein genaues Abbild der Natur schaffen. Entsprechend der Maxime des Realismus malte Courbet, was er sah, und verdichtete es zum Wesentlichen. Anders als es den Fotografen möglich war, konnte er die Wirklichkeit aus seiner subjektiven Erfahrung wiedergeben und zugleich transformieren. Courbet gab die Szene seines Bildes nicht so wieder, wie sie wirklich war, sondern verlieh ihr lediglich einen Schein von Wirklichkeit.